# OpenGL Utility
GLU es el acrónimo de OpenGL Utility Library (se podría traducir como Biblioteca de utilidades para OpenGL). Esta biblioteca está compuesta por una serie de funciones de dibujo de alto nivel que, a su vez, se basan en las rutinas primitivas de OpenGL y se suele distribuir normalmente junto a él.
Entre sus características podemos encontrar el mapeado entre pantalla y coordenadas, generación de texturas mipmap, dibujado de superficies cuádricas, NURBS, teselación de primitivas poligonales, interpretación de códigos de error de OpenGL, gran cantidad de rutinas de transformación para la creación de volúmenes de visualización y posicionado simple de la cámara, habitualmente de manera más sencilla que las rutinas que ofrece OpenGL. También posee primitivas para utilizar en aplicaciones OpenGL, como esferas, cilindros y discos.
Las funciones de GLU se reconocen con facilidad ya que todas comienzan con el prefijo glu. Por ejemplo gluOrtho2D(), que define una matriz en proyección ortográfica de dos dimensiones.
Las especificaciones de GLU se pueden encontrar en su página de especificaciones Archivado el 9 de mayo de 2008 en Wayback Machine. (en inglés).